# Teatro de América Latina

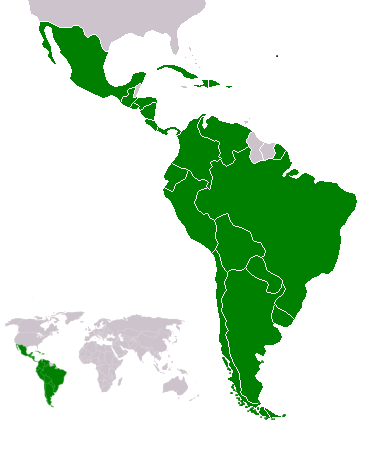
Ubicación de América Latina.

El Teatro de América Latina es el teatro producido originalmente en español, portugués o francés por autores de los países considerados como parte de América Latina, es decir, parte de Norteamérica, América Central, América del Sur y el Caribe. 

## Historia

### Período Prehispánico
Este tipo de teatro se desarrolló principalmente antes de la llegada de los españoles, en todo el continente latinoamericano. Los pueblos prehispánicos de América Latina tenían sus propios rituales, festivales y ceremonias que incluían bailes, cantos, poesías, canciones, escenificaciones teatrales, mimos, acrobacias y espectáculos de magia. Los actores eran entrenados, usaban disfraces, máscaras, maquillaje y pelucas. Asimismo, se erigieron plataformas para mejorar la visibilidad y los escenarios eran decorados con objetos naturales.
Los primeros contactos que tuvieron los españoles cuando llegaron fueron con un grupo cultural y étnico llamado los Arahuacos en las Antillas, que practicaban un tipo de baile cantado conocido como el Areito. Los cronistas Gonzalo Fernández de Oviedo y Bartolomé de Las Casas describen en sus crónicas, aquellas representaciones y bailes sagrados que presenciaron.
Gran parte de esas representaciones tenían un carácter religioso, mitológico, histórico, y a veces cómico. Sabemos también que esas representación tenían un espacio escénico muy bello, con flores y plantas. Los actores se disfrazaban con máscaras y trajes con muchos colores. La pieza que más se conoce del período prehispánico es el Rabinal Achí que se representaba en la zona de Guatemala, una zona antiguamente maya. 
Las formas dramáticas de la época tenían cierta unidad en Mesoamérica, ya que tenían características comunes ; diálogos entre personajes de origen divino y personajes humanos, el carácter religioso, histórico, político y a veces cómico, y bases de un teatro costumbrista, con la representación de expresiones de la vida familiar y de lo social. 
Por lo que concierne la zona andina del continente, tenemos testimonios de cronistas tales como Piedro Cieza de León o José de Acosta que indican que en el teatro inca, había dos tipos de géneros dramáticos :
• El teatro Huanca : un tipo de teatro oficial, político e histórico que escenificaba la vida y las hazañas de los Reyes.
• El teatro Aránway : trataba asuntos cotidianos, se aparentaba más a la comedia.

El teatro prehispánico fue producido por sociedades caracterizadas por un profundo sentido religioso y místico. Los actos básicos de la vida cotidiana así como los actos más ceremoniales eran ritualizados. Ese sentido de la ritualidad permitía conservar cierta memoria colectiva que daba cuenta de una identidad cultural, unida de la vida social y política. El teatro permitía conservar acontecimientos nacionales, pero cuando llegaron los españoles va a haber un mestizaje cultural que hizo que esas formas teatrales no evolucionaran por su propio camino y que pasaran ser un instrumento de evangelización para los españoles en el período colonial. 

### Período virreinal
Los europeos utilizaron esta herencia teatral para su misión evangelizadora. Durante los primeros cincuenta años después de la Conquista de América, los misioneros usaron ampliamente el teatro para propagar la doctrina cristiana a la población indígena, acostumbrada a los espectáculos visuales y orales. La administración virreinal extrajo mantuvo elementos decorativos característicos de la zona y los usó para expresar el mensaje evangelizador de la fe católica.
Los rituales prehispánicos fueron como los indígenas entraron en contacto con lo divino. Los españoles usaron obras teatrales para cristianizar e incorporar a los pueblos indígenas americanos a la sociedad española en el siglo XVII. El teatro era una herramienta potente para enseñar a una población ya acostumbrada al espectáculo, por lo que el teatro virreinal se convirtió en un elemento del poder político en la América hispana. El teatro proveyó una forma en que los pueblos aborígenes participaron en el teatro como una forma nueva de ocio. Si bien las obras teatrales promovían un nuevo orden sagrado, su prioridad era apoyar el nuevo orden político, secular. Así, el teatro bajo el auspicio español estuvo principalmente al servicio de la administración virreinal.
Tras el colapso demográfico indígena, la conciencia e identidad aborigen decayó, aunque las piezas teatrales mantuvieron elementos indígenas. Por ello, existe el argumento de que el teatro que se desarrolló en América Latina es el teatro que los conquistaron trajeron a América y no el teatro de América.

### Período posvirreinal
El teatro latinoamericano de este periodo puede ser dividido en los siguientes segmentos:
1939-1968: las estructuras dramatúrgicas de proyectos sociales tienden más hacia la construcción de una base latinoamericana más nativa denominada “Nuestra America”. Argentina, Uruguay y Chile, desarrollan prototipos de teatro independiente a partir del Teatro del Pueblo. Otra alternativa interesante fue el teatro campesino puesto en marcha por Luis Valdez en 1965, a raíz de la huelga de los trabajadores de los viñedos californianos iniciada en 1965 en Delano.
1968-1974: Frente a una tendencia que intenta obtener una definición más homogénea con modelos europeos, otros sectores del teatro latinoamericano trabajaron para enfocarse en doctrinas indigenistas.
1974-1984: Se afirma la línea de búsqueda de expresión arraigada en la historia de América Latina.

### La alternativa independiente en elsigloXXI
En otoño de 2012 se dieron cita en el Primer Encuentro Latinoamericano de Teatro Independiente (ELTI), grupos de teatro independiente de Brasil, Perú, Colombia y Argentina, en busca de objetivos comunes.

## Festivales de teatro latinoamericano
- Festival Iberoamericano de Teatro de Bogotá (en Colombia)
- Festival Internacional Santiago a Mil (en Chile)
- Fiesta internacional de teatro en calles abiertas (en Perú)
- Temporales Teatrales (en Chile)
- Encuentro Iberoamericano de Teatro Ovalle (en Chile)
- Festival de Teatro Ciudad de Itagüí (en Colombia)
- Festival Internacional de Teatro del Caribe (en Colombia)

## Premios de teatro latinoamericano
- Premios Carlos
- Premios Estrella de Mar
- Premio Florencio
- Premio APES
- Premio Nacional de Artes de la Representación y Audiovisuales de Chile
- Premio Casa de las Américas
- Premios Clarín